# Folkkrona
Folkkrona, på tyska Volkskrone (femininum), infördes i Tyskland efter monarkins avskaffande 1918, som ersättning till de monarkiska kronorna på de dåvarande delstatsvapnen. Den används alltjämt av några tyska delstater.

## Bakgrund
Fram till monarkins avskaffande, hade de tyska delstaternas vapen krönts med olika rangkronor motsvarande de monarktitlar som de tyska ländernas monarker hade. Dessa kronor ersattes av en krona som täckte hela sköldens överkant och bestod av en ganska platt krona med stiliserade vinblad. På grund av utseendet, kan den också kallas „Blätterkrone", "bladkrona". Kronan kunde alltså ses som en form av "rangkrona" för en republik. Under Weimarrepublikens tid använde alla tyska delstater denna krona, efter andra världskriget återinfördes den på vapnen för några västtyska delstater, som ännu använder den: Baden-Württemberg, Bayern, Hessen och Rheinland-Pfalz. Som synes på bilderna nedan kan den utformas något olika.

## Bildgalleri

Baden-Württembergs lilla vapen
Bayerns lilla vapen
Hessens vapen med bladkrona
Rheinland-Pfalz vapen med en Volkskrone av vinblad